# Tarcisius Ngalalekumtwa
Tarcisius Ngalalekumtwa (ur. 25 października 1948 w Banawanu) – tanzański duchowny rzymskokatolicki, w latach 1992–2025 biskup Iringa.